# Alfarería en la provincia de Jaén

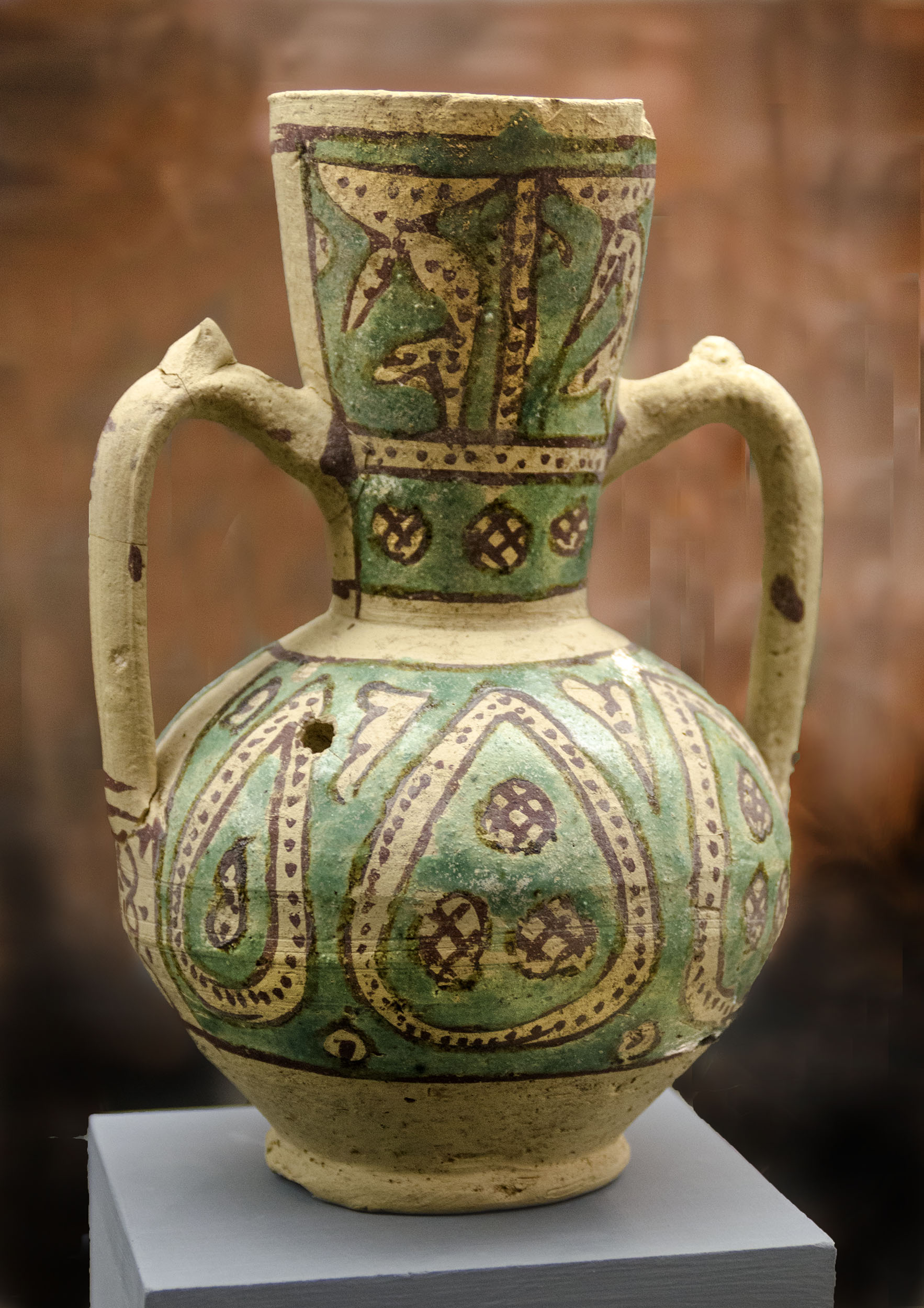
Jarra decorada en verde y manganeso datada en los siglos XII-XIII, encontrada en Venta del Llano de Geolit, Mengíbar.

La alfarería en la provincia de Jaén (España) remonta su antigüedad al material arqueológico recogido en la zona, con un importante capítulo procedente de la cerámica andalusí. Esta industria artesanal tuvo su continuidad en varios focos alfareros principales, como los de Andujar, Bailén y Úbeda, documentados ya a partir del siglo xviii en los registros del Catastro de Ensenada (1752) y en las Memorias políticas y económicas de Eugenio Larruga (1792); mención que más tarde censarían Sebastián Miñano en el Diccionario geográfico-estadístico de España y Portugal (1826 y 1829) y Pascual Madoz en el Diccionario geográfico-estadístico-histórico (1846-1850).

## Centros alfareros

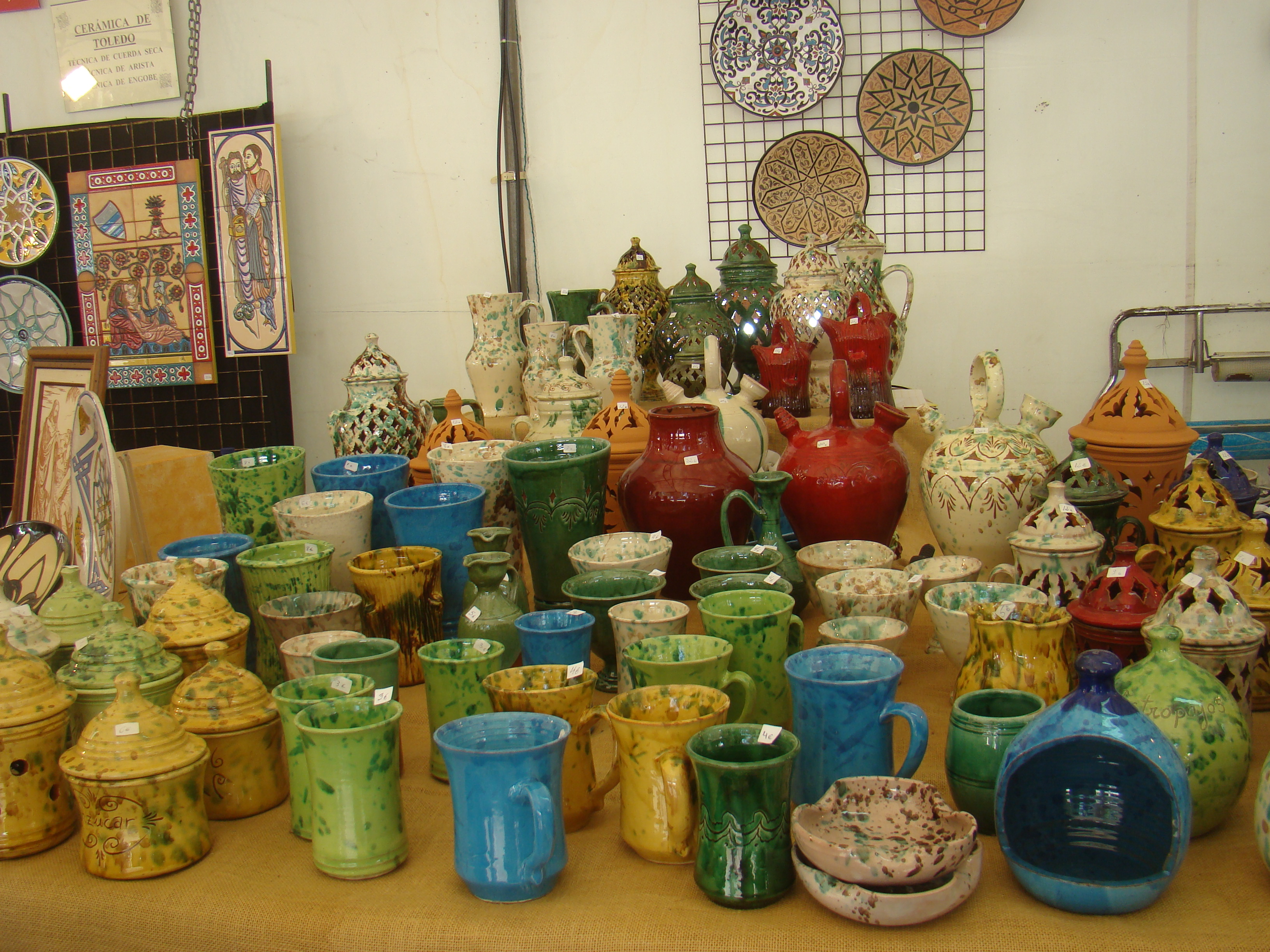
Alfarería y cerámica de Úbeda expuesta en la Feria de Valladolid del año 2017.

Además de la actividad alfarera documentada en Alcalá la Real, Arjonilla, Martos o la capital jienense, destacan en esta provincia los focos históricos de Andújar, Bailén y Úbeda.

### Bailén
La producción alfarera en Bailén -icónicamente representada en el escudo de la ciudad- vino determinada, como explica Natacha Seseña en su enciclopedia de Cacharrería popular, por tres factores confluyentes: la madera de los olivares, base histórica del combustible usado en los hornos, el alcohol de hoja procedente de las minas de plomo de Linares, y la tierra blanca traída del Viso del Marqués, imprescindible para los engobes.
En 1935 se censaron en esta localidad 44 alfares, la mitad de ellos dedicados a la elaboración de cacharros y el resto a la tejería. Se mantiene esta última industria extendida a otras producciones cerámicas, y en mucho menor grado continúa la actividad alfarera tradicional: elaboración de platos, orzas, lebrillos y cántaros, con salida al comercio turístico. Especialmente característica se considera la orza baezana de cuatro asas y su influencia en piezas similares de La Mancha y el resto de Andalucía.

### Andújar
Más allá de la producción de cerámica isturgitana datada en museos y repertorios arqueológicos desde el siglo I d. C., la alfarería de esta localidad -estéticamente relacionada con la de Triana-, ha generado piezas tan populares como los silbatos de barro conocidos como los pitos de Andujar o la esbelta jarra grotesca. Los manuales de etnografía citan también piezas singulares como la jarra de estudiante (o de cuatro picos), tradicionalmente decorada con la imagen de la patrona de la ciudad; y en el capítulo de la cacharrería útil, las alcuzas (o "botes de vinagre"), especieros, botijos, jarros de asas, chocolateras, ollas "cuajaderas", o pequeños juguetes de barro (cacharritos) cuya producción más antigua ha entrado en la categoría de pieza de museo.
La mencionada jarra de cuatro picos, muy similar a la talla trianera y otros modelos andalusíes de alcarraza (como la jarra de La Rambla (Córdoba) o las almerienses de Vera) tienen precedentes pintados por Diego Velázquez, Zurbarán y Meléndez, en el Siglo de Oro de la pintura del barroco español.
Hermana de la alfarería tradicional andujareña es la producida en Arjonilla, con varios talleres abiertos todavía a finales del siglo veinte.

### Úbeda

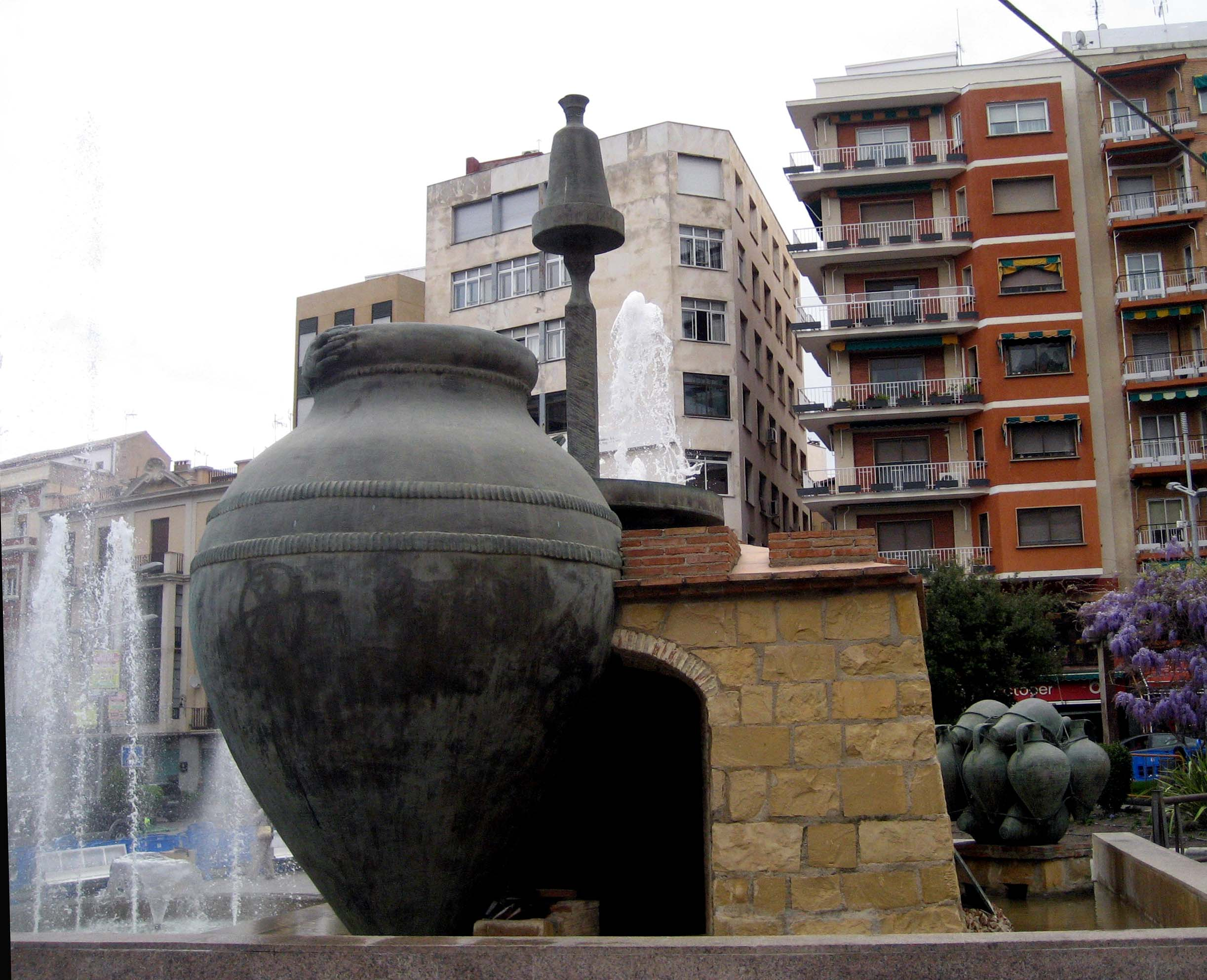
Fuente monumental en Jaén, dedicada a los cuatro elementos, obra del alfarero y escultor Paco Tito.

La tradición alfarera morisca del arrabal de San Millán (la actual calle Valencia fue antes calle de los Alfareros, que desembocaba en la plaza de los Olleros), prosperaría en los más de ciento cincuenta talleres de maestros barreros censados a principios del siglo xx, y de la producción -ya desaparecida- de tinajas de aceite para hasta 400 arrobas, mencionadas por Madoz en 1849.
Desde la segunda mitad del siglo xx la producción más notoria en esta localidad queda aglutinada por los talleres de la saga familiar del alfarero Pablo Martínez Padilla Tito, representada por sus hijos Paco y Juan, y los hijos de ambos. Sendos hermanos han reunido sus colecciones familiares en instalaciones museísticas de la localidad.